# KEW Industri
KEW Industri A/S tidligere KEW A/S var dansk virksomhed, stiftet i 1971 af Knud Erik Westergaard. Virksomheden havde den målsætning at producere og sælge højtryksrensere worldwide. Virksomheden havde 1100 medarbejdere, der bestod af produktionsvirksomhed i Hadsund med 800 ansatte.
Firmaet startede med tre medarbejdere. KEW Industri blev i 1988 solgt til investeringsselskabet Incentive A/S i København. 1100 medarbejdere i K.E.W.-gruppen, der bestod af produktionsvirksomhed i Hadsund med 800 ansatte samt syv udenlandske salgsdatterselskaber.
KEW blev i 2004 solgt til Nilfisk-Advance A/S for 900 mio. kr. på gældfri basis, I dag fremstilles KEW under Nilfisk-ALTO i Hadsund.